# Lefkada (Regionalbezirk)
Lefkada (griechisch Περιφερειακή Ενότητα Λευκάδας Periferiakí Enótita Lefkádas) ist einer der fünf Regionalbezirke der griechischen Region Ionische Inseln. Er besteht aus den beiden Gemeinden Lefkada und Meganisi und entsendet vier Abgeordnete in den Regionalrat, hat darüber hinaus jedoch keine politische Bedeutung.
Neben der Hauptinsel Lefkada umfasst das Gebiet die Inselgruppe der Tilevoides (Τηλεβόιδες), nämlich Meganisi und die vor der Ostküste Lefkadas gelegenen „Prinzeninseln“ (Pringiponisia: Skorpios, Skorpidi, Madouri, Sparti, Thilia, Kythros und Cheloni), außerdem Kalamos, und Kastos sowie einige weitere unbewohnte Eilande.
Das Gebiet der Präfektur entstand weitestgehend aus dem 1797 unter napoleonischer Herrschaft gegründeten Département Ithaque und kam (neben der Präfektur Kefallinia) zusammen mit Ithaka als Präfektur Lefkas mit dem Anschluss der Republik der Ionischen Inseln 1864 an Griechenland. Ithaka wurde 1866 der Präfektur Kefallinia angeschlossen, 1899 kam es an Lefkada zurück. 1909 wurde Lefkada (ohne Ithaka) eine Provinz der Präfektur Korfu, 1946 wieder mit Ithaka eine Provinz der Präfektur Preveza. 1953 schließlich wurde die Präfektur Lefkada wieder eingerichtet und bestand in dieser Gestalt bis 2010. Mit der Verwaltungsreform von 2010 wurde die Präfektur aufgelöst und ihre Kompetenzen an die Region Ionische Inseln und die neu zugeteilten Gemeinden übertragen.